# Isla de mutantes
Isla de mutantes (en inglés: Spliced, en francés: Les Zybrides, en España: Empalmado y en portugués: Mistureba) es una serie animada creada por Simon Racioppa y Richard Elliott para Nelvana en asociación con Teletoon Canadá. Fue estrenada el 20 de abril de 2009 y presentada en Latinoamérica por la cadena Jetix. Sigue su transcurso en Disney XD, y en Europa es transmitida por la cadena Nicktoons. La serie se centra en una lejana isla ficticia situada en el Océano Pacífico y los mutantes que la habitan.

## Episodios
1. Bolos Espaciales / Fusionados
2. No apto para princesas / A bañarse
3. Sabelotodo / Gordon
4. Extrañas Hadas / Hermanos Mutantes
5. ¡Raíces! / Joe dos Brazos
6. Mutante Honoraria / Pasa al lado Inepto
7. Fecha de Caducidad / Pisotones
8. Selva loca / Jugo
9. Tontería es nunca tener que pedir perdón / Cubo-loco
10. La gran aventura de Fuzzy / Gatástrofe
11. Promesas, Promesas / Pisotones Salvajes
12. Bocado de Amistad / Congestión de Azúcar
13. Ciber-Peri / Prados Mazapán y el Reino de la Aventura
14. Viviendo la vida lava / Más mayonesa, más problemas
15. Radios y columnas / Mi bello Conescualo
16. Los Mutantes que gritaron Monstruo / Rosa
17. Aprendizaje virtual / Es lo mismo
18. Liberen a Ed / Pesadilla en la calle del averno
19. Sigue tus sueños / De amos y secuaces
20. No me odies por ser bello / Órganos en huelga
21. Ayuda infernal / Sargento Esponjosín
22. Volando / Topolines en la Niebla
23. A los yetis no les importa nada / A los clones tampoco les importa nada
24. Helen / El conde de Mon-Tenazas
25. Aventuras en el tiempo / Un problema pegajoso
26. Wingus y un Joe / Poosh en la búsqueda por la Budúl Budurita

## Cortos
1. El Robot con Cerebro de Sándwich
2. Roca
3. 3 consejos de Canape para usar la Mayonesa aparte de comerla
4. Una canción
5. Nada
6. El Samurái como mascota
7. Las Aventuras de Cibercorcel y Calcupony
8. La mascota de Canape
9. Los brazos
10. La décima Carrera Barboalastra anual
11. El Encuentro de Fuzzy
12. La pesadilla de un Mutante
13. El Refrigerador de la dimensión desconocida
14. La Entrevista con Lord Wingus Eternum
15. Don Delfín Cerebrín en el Aplasta-cráneos
16. El Aderezo y El Vegetal
17. El Arcoíris de Peri
18. Telekinesis
19. Saber es crecer
20. En que estaba pensando el doctor
21. El recetario de Canape
22. No meter antílopes en tu cerebro
23. Solteros amorosos de isla peligro
24. Mensaje en una Botella

## Clasificación Por edades
| país           | clasificación            |
| -------------- | ------------------------ |
| Canadá         | G (algunos episodios PG) |
| Estados Unidos | TV-Y7-FV TV-PG           |
| México         | A / B (Un Episodio)      |
| Argentina      | ATP                      |
| Australia      | (algunos caps).          |
| Chile          | F                        |

## Reparto
| Personaje                | Actor de voz (Canadá) | Actor de doblaje (Latinoamérica) |
| ------------------------ | --------------------- | -------------------------------- |
| Peri                     | Rob Stefaniuk         | Alfonso Obregón                  |
| Canapé                   | Joe Pingue            | Luis Daniel Ramírez              |
| Joseph "Joe" Dos Patas   | Pat McKenna           | José Luis Orozco                 |
| Patricia                 | Katie Crown           | Leyla Rangel                     |
| Harold                   | ¿?                    | Alfonso Obregón                  |
| Princesa manos de gorila | Kedar Brown           | Andrés García                    |
| Fuzzy Esponjosín         | Julie Lemieux         | Liliana Barba                    |
| Don Delfín Cerebrín      | Mike Kiss             | Martín Soto                      |
| Cyber Corcel             | Mark Dailey           | Raúl Anaya                       |
| Lord Wingus Eternus      | Tom McCamus           | Sergio Gutiérrez Coto            |

## Personajes
Los personajes de la serie son criaturas totalmente ficticias, ya que casi siempre están basadas en la fusión de animales reales. Los que participan con mayor importancia son Peri y Canapé.

### Personajes principales

#### Peri y Entree (Canape en Hispanoamérica, Bocado en España)
Son los dos personajes principales. Peri es un mutante es un gato pulpo ya que es un experimento fallido ya que es Prototipo de Gato Pulpo. Es de consistencia elástica ya que puede alterar su forma en cualquier momento y cada parte de su cuerpo se desprende fácilmente. Su hogar es dentro de un avión que terminó estrellado en la isla. Su mejor amigo es Canapé. Aunque siempre se pone a hacer amigos nuevos, estas amistades terminan por romperse. Es bastante hábil jugando a los bolos, es sensible, tierno y afectuoso, Pero también es realmente Temperamental, irritable, egocéntrico y demente. Junto con Canapé juegan a su improvisado juego: Bate-lanza-fruti-bol. Según el capítulo "No me odien por ser bello", el doctor le había dado algo para tener alas de mariposa y de máquina de dulces. en la segunda mitad de temporada su voz se hace más aguda para llamar más la atención del público
Canape es mezcla de cerdo con cresta y alas de gallina, cola de camarón y ubres de vaca y es considerado totalmente alimento. Su hogar está en la selva, cerca de la ciudad. Es susceptible a la maldad, la mayor parte del tiempo provoca desastres junto con Peri, (más que Don Delfín Cerebrín según parece), por lo cual es el principal blanco de pisotones para Joe Dos Patas. Es algo egoísta y gandalla con su amigo Peri, siendo este último víctima de burlas por parte de su amigo cuando le sucede una desgracia. Es aficionado a la comida, sobre todo a la mayonesa. Una vez intentó hacer una dieta que incluía únicamente esta. Su obsesión por comer lo lleva constantemente a devorar objetos no comestibles como su casa o hasta los habitantes de la isla. Su mayor sueño es ser popular y lo fue en el capítulo "Jugo". Según algunos episodios, Canapé revela que sus ubres tienen nombre y super poderes.

#### Joseph "Joe" Dos Patas ("Joe" Dos Piernas en España)
Es el alcalde de Isla Peligro. Es un rinoceronte de dos patas con un ave pegada a su trasero. Su alcaldía se encuentra en medio de la ciudad y muchas veces termina siendo destruida. Le gusta aplastar a otros mutantes, en especial a Peri y Canapé, y dar superpoderosos pisotones que pueden desde hacer llover, detener la gravedad y el tiempo, hasta teletransportarse. En "Aventuras por el tiempo" demostró ser más tolerante con Peri y más agresivo con Canapé por lanzar al "Señor Arrugas" al volcán, y en "Wingus y un Joe" se descubre porqué él nace con Wingus en el trasero y es debido a que Wingus debía ser un ave normal, pero en su primer año salió un pie de rinoceronte, y después salió Joe completamente. Fue alimentado y criado por Wingus.

#### Patricia
Es simplemente una ornitorrinco, lo cual la diferencia de los demás habitantes de la isla por no ser mutante. No pudo ser fusionada por el doctor porque este fue arrestado. Se siente bastante sola en Isla Peligro al ser la única de su especie. Si bien es muy inteligente, no es muy segura de sí misma y en "Ayuda Infernal" se la ve ayudando y aconsejando a los demás mutantes con el punto de mejorar pero no resultó. Aunque, generalmente es tranquila, se pone muy agresiva si la enfadan. Vive en el pueblo, en una pequeña casa bastante ordenada. Aparece escribiendo un libro de poesía como también la novela: "Prados Mazapán y el Reino de la Aventura" (parodia de Indiana Jones y el Reino de la Calavera de Cristal).
Habilidades:
- Es fuerte.

Debilidades:
Debido a no ser un mutante no tiene habilidad especial alguna.

#### Princesa Manos de Gorila (Princesa Poni en España)
Es una niña muy grande, tiene cabeza de poni y cuerpo de gorila. Es muy dulce y al tiempo muy agresiva. Se consideraría uno de los mutantes más agresivos y temidos de la isla. Su casa en el árbol se encuentra en lo profundo de la selva y por dentro es todo rosado.
Habilidades:
- Es gigante.
- Tiene demasiada fuerza.
- Puede lanzar objetos que traspasan la atmósfera.
- Puede romper lo que sea.
- Puede poner una cara muy aterradora.
- Es muy resistente.

#### Cibercorcel (Cibercaballo en España)
Es un caballo que fue golpeado por una computadora cuando una fábrica de máquinas explotó cerca del campo donde él estaba, quedando con un monitor de computadora incrustado en su estómago. Es muy inteligente porque reflexiona como máquina y actúa como una. Al hablar no mueve sus labios debido a que lo hace con un sintetizador de voz integrado a su teclado, simulando a Stephen Hawking, tampoco tiene movilidad en su cuerpo ni en sus patas y no siente (en la caricatura solo se ve cuando de repente aparece de un lugar a otro) por lo mismo Canapé lo detesta porque lo considera "aburrido y tonto". En el juego virtual "Cubo-loco" es conocido como Omegacorcel. Su mejor amiga es Calcupony y su enemigo es Alphaburro.
Habilidades:
- Tiene la inteligencia de una supercomputadora.
- No necesita sus labios para hablar.
- Su computadora de su estómago sirve como una real y un PlayStation.
- En online es OmegaCorsel donde adquiere mucha fuerza.
- No siente dolor.
- Puede construir otros robots.
- Puede disparar láseres de sus ojos.
- Puede volar.
- Como está quieto no dan ganas de hacerle daño.

#### Fuzzy Esponjosín (Fuzzy Polluelo en España)
Es un pequeño y lindo polluelo explorador que busca aventuras más allá de la isla. Siempre fracasa y, como dijo Patricia: "No es muy bueno explorando, pero si explotando". Está en busca de una tierra llamada Amazotopia (posible parodia del Amazonas). Antes de dar cualquier comentario, suele empezar con la frase "Nota de expedición". Mucho tiempo atrás, Fuzzy fue elegido por el doctor, programándolo para el combate para pelear con los robots de otro científico de otra isla, pero, no se podía detener y lo reprogramaron para la exploración; su frase era "Nota de ejecución..." (se demostró en el episodio "Sargento Esponjosin") fue atormentado por Peri y Canapé.
Habilidades:
- Resistencia al dolor.
- También a las explosiones.
- Sirve como pelota.
- Si lo hacen molestar se vuelve muy musculoso y fuerte.
- Es indestructible

#### Don Delfín Cerebrín
Es el antagonista principal de la serie es un delfín con un cerebro muy desarrollado que intenta apoderarse de la isla junto con su ayudante Gatopulpo. Su guarida se encuentra en una ladera del volcán, en donde realiza con su asistente todo tipo de creaciones y puede ver que es lo que sucede en el resto de la isla por unas cámaras instaladas. Él piensa que los demás habitantes son unos tontos, creyéndose superior, pero siempre termina sintiéndose solitario. Sus planes siempre son frustrados por las tonterías de Peri y Canapé (a este último siempre lo llama como "el otro" o "como se llame" debido a que no le importa o no puede acordarse de su nombre) ...o al ser aplastado por Joe dos patas. Es la fusión entre un delfín y un chimpancé, que son animales muy inteligentes.
Por alguna razón busca una excusa para usar vestido...

#### Gatopulpo
Es una mutante resultado del cruce entre un gato y un pulpo. Ella es asistente de Don Delfín Cerebrín (más bien su sirviente, ya que Delfín Cerebrín siempre la culpa por algo y siempre le está diciendo que debe hacer). A diferencia de los demás mutantes, ella no puede hablar, solo se comunica con maullidos como un gato común y corriente, a pesar de esto, todos pueden entender que quiere decir. Es buena cocinando, y su especialidad son una especie de muffins llamados gatopasteles. Ella y Cerebrín se conocieron después de que ambos estrellaron sus autos entre sí; ella es un supersoldado al igual que Fuzzy.
Habilidades:
- Tiene cuatro tentáculos que le sirven de mucho.
- Algunas veces demostró ser más lista que Delfín Cerebrín de alguna forma.
- Es buena cocinando.
- También puede volverse un supersoldado con mucha fuerza.

### Personajes secundarios

#### El conescualo
Un cruce de conejo, un tiburón y una sierra a motor como dentadura, lo transforma en la criatura más temida de la isla. El conescualo es un mutante que quiere devorar a todos los isleños porque los considera deliciosos, por eso los mutantes de la isla prefieren estar alejados de su territorio. En el episodio "Mi bello conescualo", él y Peri fueron amigos (ya que tenía puesto un collar traductor con el cual se podía entender lo que decía), pero volvió a ser temido por no controlar sus deseos de comerse a los mutantes, a pesar de que se esforzo, pero lo terminaron provocando.
Habilidades:
- Da un rugido atemorizante.
- Puede volverse adorable para que no lo lastimen.
- Tiene habilidades de tiburón.
- Puede comer casi lo que sea.
- Es la criatura más temida de la isla.
- Puede dar paseos adentro de su boca.
- Tiene varios usos para sus dentaduras.
- Se cree que puede respirar bajo el agua debido a sus habilidades tiburonescas.

#### Lord Wingus Eternus
Es el ave pegada en la parte trasera de Joe (es como su conciencia), solo habla con y para Joe cuando nadie más, que no sea Joe lo vea. Según él, su nombre está abreviado.
En el episodio Wingus y un Joe, se supo que Wingus no es el "parásito" sino que era Joe.
Habilidades:
- Es muy inteligente.
- Puede migrar a través del espacio-tiempo.
- Tiene láseres en los ojos.
- Puede controlar las mentes.
- Puede hipnotizar.
- Puede hacer ver visiones.
- Puede usar su pico como arma.
- Puede manipular la materia con la mente.
- Puede crear campos de fuerza.
- Conoce todo sobre la mente de Joe.
- Crea todos los recuerdos de la isla (según en "Un wingus y un Joe")

### Otros Personajes y criaturas

#### El doctor
Es el científico loco que creó a los mutantes fusionando diversos animales. Fue arrestado por delitos contra la naturaleza y el buen gusto. se cree que se obsesionó con los libros de cambio (los que muestran a los animales en el intro y al final) por eso hizo a los mutantes. Él era un jugador experto en bolos (según una foto suya en la sala de bolos). También se conoció que estuvo conflictuado con otro científico loco que fabricaba robots y detestaba a los mutantes. Al estar la historia basada en lo que sucedió en la isla después de su partida, no tiene aparición en esta aunque lo han mostrado detrás de las rejas. Ha dejado figuras con su forma por toda la isla: una estatua en el centro de la ciudad, fotos suyas, la forma de su cabeza asomando en la parte externa de su laboratorio e incluso esculturas semejantes a los moáis de la Isla de Pascua, entre otros casos.

#### Los canguapaches
Son la fusión de canguros y mapaches. Tienen puestos guantes de boxeo y -además de golpear muy fuerte- son ladrones de objetos.

#### Los topolines
Son a simple vista una cruza genética entre topo y hámster, se les ha visto actuar como simples mascotas de hogar en la casa de Patricia, con una gran capacidad de adaptarse a los cambios bruscos de ambiente. También se ha visto que forman su propia sociedad y trabajan en equipo.
- Sid: Es el archinémesis de Canapé, es rudo y no se lleva bien con él. En el episodio "Rosa" fingió ser la conciencia de Canapé para que vuelva a ser amigo de Peri y en el episodio "Topolines en la niebla" Canapé se encontró con Sid otra vez, y descubrió la sociedad de los topolines.

#### Los murciperros o perrálagos
Son mutantes con cuerpo de perro (posiblemente chihuahua) con alas de murciélago. Son criaturitas adorables, no tienen buena vista que digamos pero unos grandes oídos y fuertes pulmones.
- Pistache: Era la mascota de Peri en "Ciber-Peri", el cual se cree que terminó siendo comido por el conescualo.

#### Las ardillorcas
Es una cruza entre orca y ardilla. Estas criaturas viven sobre los árboles y destruyen todo a su paso por su gran peso. Adoran comer camahuates.
- Ed: Aparece en "Ed y yo", donde Canapé se aprovecha de su obsesión por los camahuates. Recibió el cuerpo de Canape erróneamente. Trata bien a Peri y no se burla de él, lo cual lo diferencia de la actitud de Canapé.

#### La dinotarántula radioactiva
Cruce entre una tarántula y un dinosaurio. Solo aparece en el episodio "Mutante honoraria", en el cual Canapé tuvo la idea de que mordiera a Patricia para que se volviera mutante y se sintiera mejor respecto al hecho de que es la única de su especie en la isla.

#### Los Pinianos
Son alienígenas con forma de pino de bolos. Durante el episodio "Bolos Espaciales" se apoderan de la isla para convertirla en un spa de pinos. Sus planes logran ser frustrados por Peri, que los vence y no se los vuelve a ver durante la trama. Sin embargo, realizan un cameo durante el corto que dan al final del episodio "Selva loca".

#### Aperitiv
Es igual que Canapé en apariencia, su única diferencia es que tiene bigotes, es refinado y sabe hablar en francés. Es contrario a Canapé y se podría decir que es su gemelo malvado. Fue congelado por el doctor para que no se comiera sus otros experimentos, le sale vino de sus axilas y en vez de poner huevos, pone caviar.

#### Melvin
Es una criaturita con cuerpo de ardilla y patas de pájaro, Peri y Canapé lo confundieron con un monstruo en el episodio "Los mutantes que gritaron monstruo", y es considerado tierno por los demás. Usa frenos, por lo que babea mucho y deja un rastro de baba. Él dice que la violencia no soluciona nada.

#### Gordon
Es un auto de golf que Peri y Canapé encontraron solo en la selva. Es un vehículo muy activo e inquieto que desea seguir jugando, cansando a los mutantes. Terminó siendo tirado al volcán, aunque se creé que sobrevive. Tiene su aparición en el episodio "Gordon", que lleva su nombre, regresó para vengarse de Peri y Canapé. Ahora trabaja para Don Delfín Cerebrín. Está basado en el auto diabólico Christine, de la novela homónima de Stephen King

#### Miguel
Es un flamenco rosado que vive con Peri y que aparece en el episodio "Rosa", en el cual Peri lo culpa por quedar de tal color. En "Órganos en huelga", Canapé lo usa para digerir la comida y en "Poosh en la búsqueda por la Budúl Budurita" el mismo mutante lo marca como si fuera de su propiedad.
Es el único no mutante (aparte de Patricia, que es un "Mutante" natural) de la serie.

#### Turbomula
Es una creación obsoleta de Cibercorcel.

#### Alfaburro
Otra creación de Cibercorcel, mucho mejor que Turbomula y por alguna razón quiere dominar el mundo.
(Nota: Cibermula y Alfaburro son creaciones de Cibercorcel, tienen aparición en el episodio "Ciberperi").

#### Calcupony
Es compañera de Cibercorcel, diferenciada por tener una calculadora adjunta a su cuerpo en vez de computadora, con la cual, puede realizar operaciones matemáticas. Solamente se la ha visto en el corto "Las aventuras de Cibercorcel y Calcupony" aunque hizo un cameo en "Volando".

#### Eduardo Superstar
Es el cruce de un león y un gallo y es el mutante más guapo de todos. Lo que lo destaca es ser robusto, sus ojos azules y su melena, la cual es en realidad es una peluca. Su primera aparición fue en el episodio "Selva loca", al final de este, cantó en un corto. En "Congestión de azúcar" y en "Órganos en huelga" también es mostrado.

#### El Cerebro de Calamar
Es un calamar mutante que le da superpoderes a Peri y a Canapé en "Bocado de amistad", al segundo le promete los superpoderes si a cambio podía utilizar su cuerpo para destruir, pero el mutante no escuchó esto último. Fue lanzado por Peri al espacio, donde se cree que volverá ya que en el final controlaba a un astronauta.

#### Bob Tentáculos
Es una criatura formada solo por tentáculos a la cual ningún habitante de la isla que haya querido enfrentársele ha podido sobrevivir. Canapé, para ser respetado por los demás mutantes intentó enfrentársele una vez, derrotándolo.

#### El monstruo cabeza de tostador
Es una criatura justamente con un tostador de cabeza y cables como manos. Solamente existe en los sueños y fue en un momento el terror de Peri en "Pesadilla en la calle del averno". Él era la pesadilla del doctor. Por lo cual, el científico loco creó un monstruo para aterrarlo a este: el Pseudo-Zombi. Peri, Canapé y Patricia lo terminan ayudando a enfrentar su miedo. Está basado en el antagonista principal de Pesadilla en la Calle Elm, Freddy Krueger.

#### El monstruo Pseudo-Zombi
Es un monstruo existente solo en los sueños. Esta criatura aterraba al monstruo cabeza de tostador. Peri, Canapé y Patricia lo enfrentan y termina siendo parte de la pandilla. Solamente aparece en el capítulo "Pesadilla en la calle del averno". Al igual que el Monstruo Tostador, está basado en Freddy Krueger.

#### Harold, el cangrejo
Es un simple cangrejo y es el archinémesis de Canapé. En el episodio "Volando", Canapé lo presenta como su mascota, y al final de este, Harold se venga de él por intercambiárselo a Delfín Cerebrín a cambio de un jetpack. También aparece en "El conde de Mon-tenazas", transformándose en un hombre misterioso y poder trastornarlo, esta vez, por meterlo en la boca del conescualo.
Se podría pensar que es el mismo cangrejo que aparece en los episodios "Prados Mazapán y el reino de la aventura" y "Rosa", en ellos, también es molestado y trata de darles su merecido a los mutantes.
Habilidades:
- Puede poner una cara tierna (aunque no le sirve para Canapé).
- Puede hablar en un episodio (raro para un cangrejo).
- Es muy listo.
- Puede recorrer el mundo en poco tiempo.
- Puede construir robots y trajes.
- Le protege su caparazón.
- Puede escapar de estómagos.
- Puede cortar casi lo que sea.
- Sus tenazas son su mejor arma.

#### El mayomonstruo
Es un monstruo que quería vengarse de los mutantes por comer mayonesa. Fue creado erróneamente en el episodio "Más mayonesa, más problemas" por Canapé intentando hacer la mayonesa más deliciosa. Aunque finalmente fue derrotado por este, al comérselo, todo lo que sucedió fue un sueño de Canapé.
Habilidades:
- Es gigante.
- Cambia de forma.
- Es elástico.
- Puede entrar por rincones.
- Probablemente si es destruido y le queda un poco después de algo de tiempo pueda regresar (supuestamente).
- Tiene la fuerza para meter a un mutante en un frasco de mayonesa.

#### Dug, el reparador de volcanes
Es el reparador de volcanes que fue llamado por los mutantes para que reparen su volcán en el episodio "Viviendo la vida lava". Es una lagartija, tiene cuatro brazos, soporta la lava y odia a los yetis porque se comieron a su padre.

#### Los yetis
Son bestias que atacaron a los mutantes en el episodio "Viviendo la vida lava", y en "A los yetis no les importa nada" Canapé inhala ser como uno de ellos por el hecho de que nadie les dice que tienen que hacer. Forman una sociedad y tienen su propio idioma.

#### Los clones de Peri
Se parecen a Peri, hablan igual que él, atacan a los mutantes y no les agradan ni Peri ni Canapé.
- Ponti; El primer clon de Peri que al parecer es tonto, pero es mejor que Peri, tal vez tenga las mismas habilidades que él.

#### Los clones de Canapé
Se parecen a Canapé, hablan igual que el y les gusta la mayonesa, atacan a los mutantes y tampoco les agradan ni Peri ni Canapé.
- Ropa Interior; El primer clon de Canapé que al parecer es tonto, pero es mejor que Canapé.

#### Las ubres de Canapé
- Nugget: Es la ubre de Canapé que da jugo bueno, hace que todos se vuelvan locos y también hace que Canape sea popular y puede hipnotizar.

- Nina: Es la ubre de Canapé que da jugo malo y es tímida, también puede cambiar de forma.

- A.J.: Es la ubre de Canapé que da jugo malo y quiere ser héroe, puede tele transportarse.

- El que no se puede mencionar: Es la ubre de Canapé que da jugo malo, su nombre es tan malo y horrible que nadie puede mencionarlo (eso le da poderes).

- El capitán Barba de ubre: Es la ubre de Canapé que da jugo malo y habla con las criaturas marinas.

- Ubrestóteles: Es la ubre de Canapé que da jugo malo y quizá su nombre sea parodia de Aristóteles, funciona como linterna.

#### Los órganos de Canapé
- El cerebro de Canapé: Es el órgano de Canapé que tiene una cola que se ve como una columna y siempre fue ignorado por Canapé, aparece en el capítulo "Promesas, promesas" en el que se ve como un maní, también aparece en el capítulo "Órganos en huelga" en el que se hartó de Canapé, también aparece en el capítulo "El condre-Mon tenazas" en el que estaba en el baño de órganos que no le puede recordar a Canapé que olvido a Peri en el árbol.

- El estómago de Canapé: Es el órgano de Canapé que siempre anda digiriendo cosas que no son comida, se hartó de Canapé porque no hay caso con él y siempre lastima al estómago con cosas que se come.

- El corazón de Canapé: Es el órgano de Canapé que siempre utiliza como una cosa y sujeta las mesas.

- Uno de los Riñones de Canapé: Aparece con los 3 anteriores órganos jugando cartas en un episodio.

#### Las aves semejantes a Wingus
Son aves creadas por el doctor, según ellos son la primera y mejor creación del doctor. Tienen patas largas, pero Wingus es el único que tiene un rinoceronte pegado al cuerpo y lo rechazan porque protegió a Joe. Sus nombres no se pueden pronunciar en ningún idioma (por eso lo expresan con baile y espectáculo láser para decirlo), y al igual que Lord Wingus Eternum, tienen poderes místicos.

#### El Perezopapa
Es una combinación de un perezoso y una papa solo apareció en el episodio "Raíces", el cual le enseña a Canapé a ser perezoso, pero al final fue comido por el Conescualo.

#### Helen
Es un panqueque común y corriente y aparece en el episodio "Helen" Donde Peri, Canapé y Joe pelean por ella, pero Patricia termina comiéndosela.

#### Los lobodrilos
Son una combinación de un lobo y un cocodrilo, se le puede ver en la presentación cuando este se come a los mutantes.

#### Los bufapeces
Son criaturas mitad búfalo, mitad pez globo y poseen la misma capacidad que este de hincharse. Aparecen en el corto "En que estaba pensando el Doctor".

#### Daren
Es un misterioso hombre en isla peligro que se hace amigo de Canapé, tiene un abrigo y un sombrero puesto y tiene algo naranja en el interior. Quiere matar a Canapé y vengarse. Secretamente, él es Harold el cangrejo quien quiere vengarse de Canapé por meterlo en la boca del conescualo.

#### Los zombis
Son zombis que viven en una isla llamada isla Zombi, aparecen en el episodio "Problema pegajoso" cuando enviaron a Peri a vivir con los zombis por estar enfermo y ensuciar la ciudad, lo único en que piensan ellos es en cerebros.

#### Omegacorcel
Es personaje de Cibercorcel en holaine de su juego cubo-loco, tiene músculos, es fuerte y más buena onda pero en realidad es Cibercorcel.

#### Mugre
Es la creación de Peri fusionado por Acneval (o sea los amigos mágicos de Peri) se parece mucho a Peri y el no quiere ser bañado, pero al final fue devorado por el Conescualo.

#### Arcoíris
Es el amigo de Peri tiene muchos colores y es un buen amigo pero extraña mucho a su familia, al final Peri lo deja ir con su familia, solo aparece en el corto "El Arco iris de Peri".

#### Los mini samuráis
Son samuráis pero en miniatura, al parecer son los únicos humanos en la isla. Según Peri y Canapé no son buenas mascotas, pues hacen desastres en una casa y no saben traer la pelota, aparecen en uno de los cortos de "Saber es crecer".

#### Los mini ninjas
Son ninjas pero en miniatura, al igual que los mini samuráis son los únicos humanos en la isla, son más hábiles que los mini samuráis y saben hacer galletas, Canapé y Peri dicen que son buenas mascotas, al parecer Canapé tiene uno llamado Ninjou aparecen en uno de los cortos de "Saber es crecer".

#### El otro Canapé
Es el doble de Canapé que siempre fue golpeado por este, solo aparece en el episodio "El conde mon-tenazas" y Aventuras en el tiempo (Pero en realidad no existe). En el episodio Canapé imagina que golpea al otro Canapé pero Daren le dice:"Eso jamás pasó" y en el episodio "Aventuras en el tiempo", Canapé regresa al pasado para evitar que el otro Canapé salvara al Señor Arrugas de ser lanzado al volcán y lo golpea para salvar el futuro.

#### Lord Wingus Eternum
Es el consejero de Wingus, tiene patas largas y anteojos. Detesta a Joe y lo quiere matar para recuperar a su rey.

#### El otro doctor
Es el rival del doctor el odia a los mutantes y por eso tiene su propia isla robot y envía robots para destruir a los mutantes, pero fue interferido por Fuzzy y Gatopulpo, que son supersoldados.

#### Antilopes
Son no mutantes en la isla y ellos aparecen en unos de los cortos Saber es crecer.

#### Los amazotopianos
Son criaturas raras de la isla Amazotopía, ellos reciben a Fuzzy como invitado (en realidad eran Peri, Canapé, Patricia y Joe Dos Patas disfrazados y querían hacerle creer a Fuzzy que había llegado a Amazotopía, aunque al final del episodio se descubre que Amazotopía en verdad existe), ellos bailan la amazopolca toda la noche sin descansar. También comen basura y se meten limones en los ojos.
Los amazotopianos son:
- Lord Manguera Mono Pez (Peri)
- Caja Tron (Canapé)
- Patralamalamadimdom (Patricia)
- Cabeza Hueca Narigón (Joe Dos Patas)(Nombre inventado por Canapé, insultando a Joe)

#### Señor Arrugas
Es el muñeco de Joe Dos Patas y le canta una canción diciendo:"Te quiero yo" y fue lanzado al volcán por culpa de Canapé. Nos muestra que el Señor Arrugas es malvado y finge ser tierno para Joe.

## Objetos
Además de haber animales fusionados en la isla, hay ciertos objetos que tienen su lugar en ella. Algunos fueron creado por el Doctor, y otros son ideados por los mutantes.

#### Los robots
No es novedoso encontrar en el programa robots gigantes destruyéndolo todo. Creados por el Doctor, por Don Delfín Cerebrín o incluso por Patricia, a veces pueden ser devastadores. Según el episodio "Sargento Esponjosín", Fuzzy transformado tuvo que luchar con robots de la Isla Robot, creada por otro científico loco.

#### Ubre anónima
Es una ubre de Canapé que según él, si se menciona su nombre "le da poder"

#### Garrapatra
Es un robot de grandes proporciones fabricado por Don Delfín Cerebrín. Tiene pinzas como manos, una peluca rubia en la cabeza y tiene un solo ojo rosa. Su creador planeaba usarla para que haga estragos a través de toda la isla. En el episodio "De amos y secuaces", ella ocupó el lugar de Gatopulpo como secuaz y trató mal a Cerebrín.

#### El robot con cerebro de sándwich
En "Gordon", Canapé le pone un sándwich como cerebro, y en el corto al final del episodio, ataca a la ciudad. Es posible destruirlo comiendo su cerebro.

#### Señora Paternal
Creación de Patricia para que nadie tuviera errores. Del núcleo salen robots que ayudan a los demás a hacerlo todo como corresponde, llegando a ser molestos y hacer todo por uno. Tienen aparición en el episodio "Ayuda infernal"

#### El Monstruo robot
Es la creación de Peri y Canapé por probar que no estaban locos cuando pensaban que había un monstruo pero resultó ser Melvin, es un robot con un rugido espeluznante, garras afiladas, un láser y un lanzallamas apareció en el episodio "Los mutantes que gritaron monstruo", también en el episodio "Helen"y "El conde de Mon-tenasas"

#### Las sandiwrañas
Son sándwiches hechos de jamón, pepinillos, con tentáculos y patas de araña. Son el resultado del pobre intento de Peri por realizar el almuerzo de Canapé. Su única aparición es en el episodio "Bolos Espaciales", donde terminan formando una invasión.

#### Los camahuates
Son un alimento, fusión de camarón y cacahuates. Las ardillorcas las adoran, y pueden hacer cualquier cosa por comérselas.

#### Las cerdiñas
Son frutas (Piñas) cruzadas con cerdos; por fuera son piñas con una nariz de cerdo y por dentro tienen órganos, aunque se ha visto que son fruta por dentro. De ahí se produce el cerdojugo y los pasteles de cerdiña que prepara Patricia. También se usan para jugar Bate-lanza-fruti-bol.

#### El Rolly
Es la bola gigante de basura de Peri y Canape el destruye toda la ciudad mutante cuando está rodando Joe quería detenerlo pero perdió su pisoton hasta que un rayo tiro a Rolly.

#### El sofá
Es el sofá de Canapé que quería matar a este y a Peri, solo aparece en el capítulo "A los clones tampoco no importa nada" y es el único sofá que habla en toda la isla peligro.

#### Gatospasteles
Son los pasteles de Gatopulpo que fue hecho por Gatopulpo para Don Delfín Cerebrín.

#### Boosty
Era el Jetpack de Don Delfín Cerebrín hasta que se lo cambió a Canapé por Harold. Canapé cambió todas sus cosas por cosas para Boosty, luego Peri se enoja con Canapé por cambiar la casa de Peri, entonces le hace entrar en razón, pero Boosty se deshace de Peri y Canapé logró destruirlo volando hasta el espacio, lugar donde explotó. Aparece en el episodio Volando.
Habilidades:
- Tiene inteligencia propia.
- Puede estar volando toda la noche.
- Puede volar.
- Con su fuego puede quemar cosas.
- Puede cocinar.
- Puede subirse y salirse de quien quiera.
- Puede ponerse en alguien para alejarlo.

Debilidades descubiertas por Canapé:
- Canapé sabe que no puede quemar dinamita o pólvora porque luego explota junto con él.
- De alguna manera, Canapé lo hizo explotar al llevarlo al espacio.

#### Jimmy
Es el coco de Canapé en la isla altura del tobillo y quiere vengarse por haber comido.

#### Richard
Es el neumático de Peri en la isla altura del tobillo y quiere vengarse por haber sido mojado por el agua.

#### Mayonesa
Es un simple condimento y también la comida favorita de Canapé, no da fuerza ni es poderosa. Hay tipos de Mayonesa en la isla, por ejemplo:
- Mayo-móvil: Es el auto de Canapé, está mezclado con Mayonesa, es más rápido, pero se derritió.

- Mayo-letas: Es la Creación de Canapé, es mitad helado y mitad Mayonesa es sabrosa hasta para Canapé.

- Mayo-sándwish: Es la creación de Canapé, es mitad sándwish y mitad Mayonesa.

- Mayo-galleta: Es la Creación de Canapé, es mitad galleta y mitad Mayonesa.

- Mayonesa Clásica: Es la Mayonesa anterior antes a la Mayonesa moderna, es apestosa.

- El mayo-monstruo: Es un monstruo que quería vengarse de los mutantes por comer mayonesa. Fue creado erróneamente en el episodio "Más mayonesa, más problemas" por Canapé intentando hacer la mayonesa más deliciosa. Aunque finalmente fue derrotado por este, al comérselo, todo lo que sucedió fue un sueño de Canapé. Tiene una esposa, que es una botella de salsa de tomate.

#### Alistador
Es la creación de Don Delfín Cerebrín que se puede convertir a un idiota en un genio con el A.D.N de uno.

#### Perro de globo
Es el globo de Peri fue diseñado para atacar a Canapé.

#### Máquina del tiempo
Es la creación de Don Delfín Cerebrín que puede viajar en el tiempo.

#### Nada
Es un objeto invisible, es un adorno pero no es comida.

#### Cricket Woort
Es el juguete cerdo bailarín de Canapé, no tiene pantalón y canta diciendo: "Yo quiero bailar sin pantalón bailar, bailar, bailar".

#### Periyo
Es el durazno de Canapé que nació en el árbol de este hasta que se calló solo haciéndose trizas.

#### Taladro
Es el taladro de Canapé hasta que Canapé lo dejó ir con su especie.

#### Collar traductor
Es la creación del doctor se puede traducir a los mutantes, hasta Conescualo habla con el collar.

#### Huevo de mutantes
Es un Huevo creado por el doctor esperando que naciera el mutante. Tiene apariencia de roca y también tiene un brillo verde. En el episodio "Bocado de Amistad" el mutante que salió del huevo, es el cerebro de calamar.

#### El rayo amnesia o "El borrador de memorias"
Es la creación de Don Delfín Cerebrín que borra la memoria.

#### Nave Esponjomac
Es la nave de Fuzzy Esponjosín programado para ir a explorar todo el mundo, pero explota al despegar, hay dos versiones de la nave como Nave Esponjomac 1 y Nave Esponjomac 2.

#### Los cocos
Son los mejores amigos de Fuzzy, lo apoyan para vaya a explorar y también le desean suerte.

#### Collar Control Mental
Es la creación de Don Delfín Cerebrín que puede controlar a los mutantes.

#### El apredeton
Es la creación del doctor que puede aprende todo lo que quiera.

#### Lava disparatrón o Magma vengatrón
Es la creación de Canapé que es capaz de destruir la isla completa.

#### Cubetas
Son simples cubetas para ordeñar cerdiñas y también puede utilizar para Bate-Lanza-Fruti-Bol. Es la casa de Bob Tentáculos.

#### Máquina del tiempo
Fue construida por Peri y Canapé cuando tenían telequinesis, para Don Delfín Cerebrín, cuando se está construyendo, se puede notar que esta hecha con objetos para limpiar.